# Neolophonotus wroughtoni
Neolophonotus wroughtoni är en tvåvingeart som först beskrevs av Ricardo 1920.  Neolophonotus wroughtoni ingår i släktet Neolophonotus och familjen rovflugor. Inga underarter finns listade i Catalogue of Life.